# 테살로니키 항

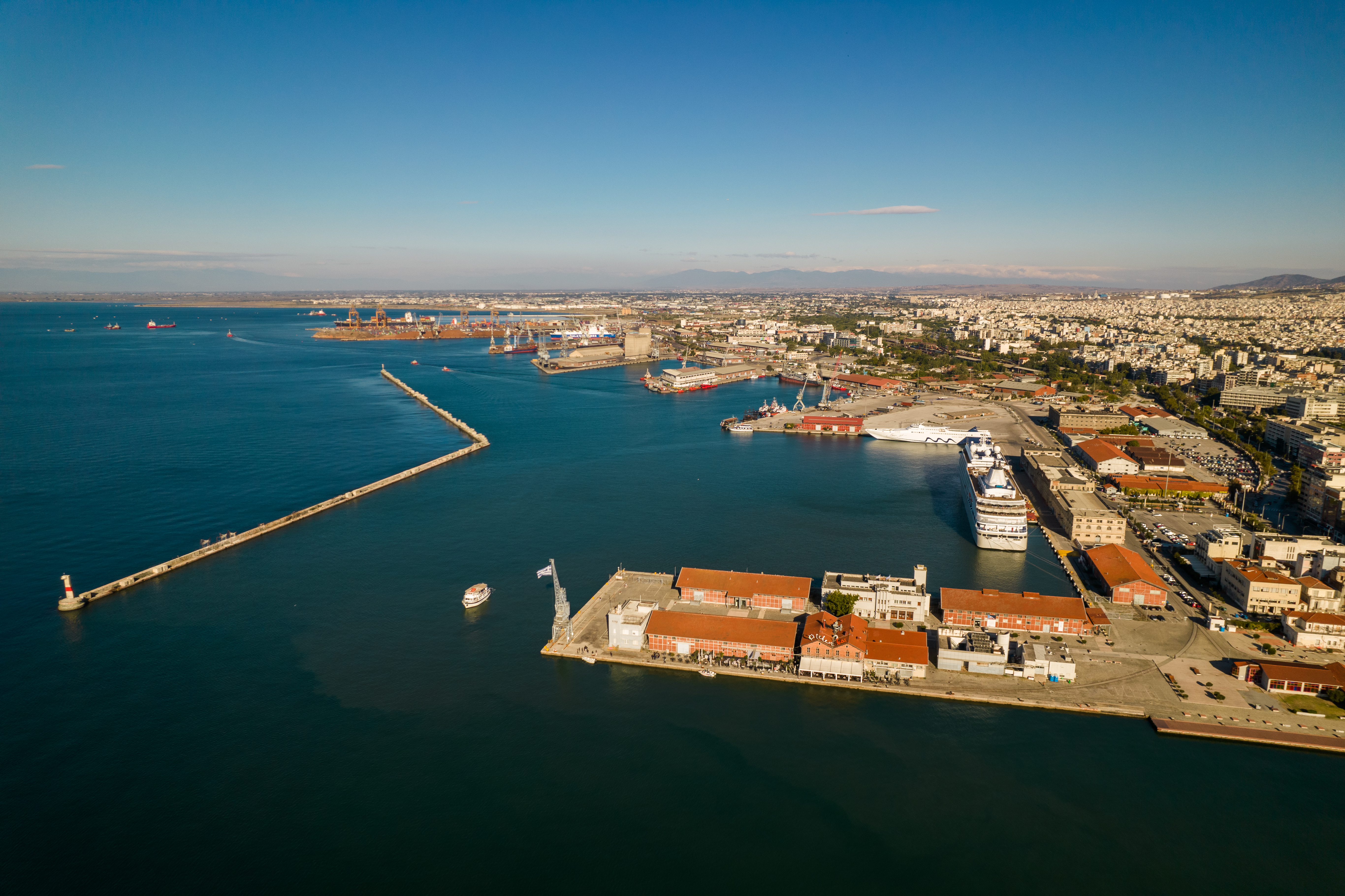
테살로니키 항구

테살로니키 항(그리스어: Λιμάνι της Θεσσαλονίκης)는 그리스 테살로니키에 위치한 항구로, 부두의 규모가 동부 지중해를 통틀어 가장 큰 편이다. 발칸반도와 동남유럽으로 통하는 관문이다. 화물선을 정박시키는 무역항의 역할을 하는 한편 유람선과 연락선을 탈 수도 있는 교통의 요지 역할도 하고 있다. 에게해의 군도 지역과 키클라데스 제도·스포라데스 제도·이즈미르로 통하는 배편이 있다.

## 통계
2020-2021년에 걸쳐서 산적한 화물의 총량을 톤 단위로 나타낸 통계는 다음과 같다.
| 연도     | 2020       | 2021       |
| 일반화물 | 5.948.911  | 6.179.402  |
| 액체화물 | 7.837.899  | 7.484.823  |
| 건조화물 | 3.304.453  | 3.752.582  |
| TEU      | 460.724    | 470.645    |
| 총량     | 17.091.263 | 17.416.807 |